# Stadium: revista desportiva
Stadium: revista desportiva nasceu a 17 de fevereiro de 1932, com o seu formato inovador, fortemente assente na imagem e num grafismo de extrema qualidade. Tal foi o êxito que, em 1938, passou a ostentar o subtítulo:  "o maior semanário desportivo da Península". Foi editada pela Sociedade Revistas Gráficas e teve como diretor Carlos Gomes da Silveira.